# Acherontiella globulata
Acherontiella globulata är en urinsektsart som beskrevs av ?E. Thibaud och Zaher Massoud 1980. Acherontiella globulata ingår i släktet Acherontiella och familjen Hypogastruridae. Inga underarter finns listade i Catalogue of Life.